# Road Fighter
Road Fighter — видеоигра в жанре аркадный автосимулятор, разработанная компанией Konami и выпущенная в виде игрового автомата 7 декабря 1984 года. Является первой игрой подобного жанра Konami. Впоследствии были выпущены версии для домашних компьютеров стандарта MSX1 (1985) и для игровой консоли Nintendo Entertainment System (1985 в Японии и 1991 в Европе). Версия для MSX также была адаптирована для компьютера Spectravideo SV-328.

## Игровой процесс
Игрок управляет гоночным автомобилем оснащенным двигателем V12 DOHC 2500PS, наблюдая за игровой ситуацией сверху. Дорога расположена вертикально, при движении фон прокручивается сверху вниз. Дорога обычно имеет небольшую ширину по отношению к ширине экрана, повороты выполнены в виде изгибов дороги в пределах экрана.
Первые два уровня содержат 4 трассы, начиная от травянистых равнин и заканчивая мостом над водой, берегом моря, горами и, наконец, лесной зоной. У игрока есть ограниченное количество топлива (100 очков), и он может заработать больше, касаясь специальных разноцветных автомобилей.
Игрок управляет Chevrolet Corvette. Управление машиной осуществляется с помощью джойстика, перемещающего машину по горизонтальной оси, и двух кнопок акселератора. Первая кнопка B(low gear) осуществляет разгон на первой передаче, до скорости 192 км/ч. Вторая кнопка A(англ. high gear) осуществляет разгон на более высоких передачах, до 400 км/ч. Высокие передачи переключаются автоматически. Разгон с места второй кнопкой осуществляется значительно медленнее, таким образом, игрок должен использовать обе кнопки для эффективного разгона. Торможение осуществляется отпусканием кнопок разгона.
Целью игры является прохождение шести различных уровней (раллийных трасс), имеющих различное оформление — пригород, лес, мост, пляж, горная дорога, сельская местность. Общая протяжённость трасс, указанная в игре — 598 километров, мини-карта всех трасс отображается между уровнями. Игрок соревнуется с 39 другими машинами. В начале первого уровня он находится на последней линии стартовой позиции из 40 машин. Текущая позиция показана на панели игровой статистики и меняется при обгоне противников. Если игрок движется медленно, противники могут обгонять его. Позиция влияет на количество призовых очков, получаемых в конце каждого уровня.
Помимо игрока и противников, на трассе присутствуют и машины, едущие просто по своим делам (местные жители) — легковые и грузовые, всегда движущиеся в том же направлении, что и игрок, а также различные препятствия. При столкновении с легковыми машинами возникает занос, который может привести к столкновению с краем трассы. При этом машина игрока разбивается и через несколько секунд снова появляется на трассе. Это не является окончанием игры, но приводит к потере времени и топлива. При столкновении с грузовиком и некоторыми препятствиями машина игрока разбивается сразу. Машины местных жителей различаются поведением - некоторые из них движутся всегда в одной полосе, некоторые перестраиваются при приближении игрока. Количество обгоняемых игроком машин местных жителей подсчитывается, и в зависимости от него в конце уровня начисляются призовые очки.
Препятствия представлены в виде луж масла, вызывающих занос, а также луж, вызывающих сильное снижение скорости. На разных уровнях присутствуют уникальные препятствия — неподвижная дорожная техника, камни на дороге, грузовики, из которых при движении выпадают бочки.
При прохождении трасс подсчитывается общее затраченное время, оно отображается между уровнями. Однако, время не является ограничивающим фактором. Главным ограничением является запас топлива. Топливо затрачивается независимо от скорости движения, даже при полной остановке. Игра закончится, если топливо будет израсходовано полностью. Пополнить его запас в процессе прохождения уровня можно с помощью приза, выполненного в виде машины специального типа - взятие такого приза добавляет небольшое количество топлива и призовые очки. Остаток топлива учитывается в конце уровня и также влияет на получение призовых очков.
Каждый следующий уровень отличается увеличением сложности. Усложняется сама трасса — появляется больше поворотов, сужений дороги, разветвлений, а также поведение машин местных жителей — они чаще перестраиваются, движутся одновременно в нескольких рядах дороги.
После прохождения 6 трасс отображается экран с поздравлением, на котором показана итоговая позиция, количество обгонов и время, после чего игра начинается с первой трассы. При этом игрок снова начинает гонку с последней позиции.

## Версии
Версии для разных систем имеют как отличия в графике и звуке, соответствующие их возможностям, так и в игровом процессе.

### Игровой автомат

Первый уровень аркадной версии игры

Игра использует аппаратуру, аналогичную используемой игрой Hyper Sports, вышедшей в июле 1984 года. Её технические характеристики:
- Основной процессор: Motorola 6809 на частоте 2 МГц
  - ОЗУ: 8 КБ
  - ПЗУ: 48 КБ
- Дополнительный процессор: Zilog Z80 на частоте 3.579 МГц (управляет звуком)
  - ОЗУ: 4 КБ
  - ПЗУ: 8 КБ
- Звук:
  - SN76496
  - VLM5030
  - 8-разрядный ЦАП
- Графика:
  - Разрешение: 224 x 256 точек
  - Частота кадров: 60 Гц
  - Палитра: 16 цветов для графики фона и 16 цветов для спрайтов
  - ПЗУ графики фона: 48 КБ, содержит 1536 блоков 8 x 8 точек, 16 цветов на точку
  - ПЗУ спрайтов: 32 КБ, содержит 256 спрайтов 16 x 16 точек, 16 цветов на точку
  - Аппаратная прокрутка фона

Панель управления содержала джойстик, перемещающийся в 8 направлениях (в игре использовалось только 2 направления), и две кнопки акселератора. Органы управления были рассчитаны на одного игрока. Дисплей имел вертикальную ориентацию, с соотношением сторон 3:4. Выход звука монофонический. По внутренней системе обозначений Konami плата игрового автомата имела номер GX461.

### MSX

Первый уровень версии игры для MSX

Игра выпущена в Японии и Европе, в формате игрового картриджа объёмом 16 КБ. Картридж имеет обозначение RC 730.
По сравнению с оригинальной версией игровой процесс сильно упрощён. Отсутствуют счётчики времени, текущей позиции, количества обгонов. Разгон машины осуществляется одной кнопкой, при этом возможность быстрого торможения отсутствует — при отпускании кнопки акселератора скорость падает очень медленно.
Количество видов машин трафика уменьшено до пяти — синие, тёмно-синие, зелёные, фиолетовые легковые машины, и грузовик. В начале первого уровня машина игрока находится на стартовой позиции вместе с 11-ю синими машинами. Впоследствии при прохождении трассы встречаются машины подобного типа, однако, они не ведут себя аналогично противникам в аркадной версии, и являются обычными машинами трафика. Зелёные машины движутся без смены полосы, фиолетовые машины меняют полосу при приближении машины игрока. Тёмно-синие приближаются сзади и обгоняют игрока.
Приз, пополняющий запас топлива, выполнен в виде сердца с буквой B. Он добавляет несколько большее количество топлива, чем в аркадной версии, но при столкновении с краем трассы также отнимается большее количество топлива. Неизрасходованное топливо при прохождении уровня не учитывается, и не даёт призовых очков.
Среди препятствий остались лужи масла и воды, имеющие аналогичное аркадной версии действие.
Количество уровней сохранилось прежним, однако их набор несколько изменился — пригород, пляж, мост, лес, горная дорога, зимний лес. Конфигурации трасс упрощены, в частности, отсутствуют развилки. Между уровнями отображается миникарта всей трассы, но статистики её прохождения не ведётся.
Режим поочерёдной игры для двух игроков отсутствует. Вместо него реализовано два уровня сложности, выбираемых в начале игры — Level A, Level B. Они влияют на поведение машин трафика и частоту появления фиолетовых машин.
Из за ограниченных возможностей видеоконтроллера Texas Instruments TMS9918, используемого в компьютерах стандарта MSX1, в игре отсутствует плавная вертикальная прокрутка экрана. Прокрутка всегда выполняется с шагом в 8 точек, при небольшой скорости движения смещение экрана происходит реже, что создаёт эффект прерывистого движения. При наборе скорости до максимальной большой шаг прокрутки становится незаметным для глаза. TMS9918 также имеет ограничение на количество спрайтов. отображаемых одновременно на одной строке изображения — при выводе более, чем четырёх спрайтов все последующие спрайты на этой строке не отображаются, вызывая мерцание и пропадание фрагментов изображения. Игровой процесс Road Fighter построен таким образом, что подобная ситуация в игре никогда не возникает.
В 1987 году Konami выпустила эксклюзивную для платформы MSX игру F1 Spirit, в жанре кольцевых автогонок. Графика и используемая технология прокрутки экрана в этой игре очень похожи на Road Fighter.

### NES

Первый уровень версии игры для NES

Игра изначально была выпущена в Японии, в формате игрового картриджа объёмом 24 КБ. Версия для Европы была выпущена европейским подразделением Konami, Palcom Software Limited, через шесть лет после японской. Европейская версия отличалась только видом титульного экрана.
Игровой процесс также упрощён относительно оригинальной игры. Также отсутствуют счётчики времени, текущей позиции, количества обгонов. Однако, разгон машины осуществляется аналогично аркадной версии, двумя кнопками акселератора - младшая и старшая передачи, на второй кнопке только одна передача. В целом, управление машиной ближе к оригинальному, чем в MSX версии.
Количество машин трафика уменьшено до четырёх — жёлтые, голубые, красные легковые машины, и грузовик. В начале первого уровня машина игрока находится на стартовой позиции с 7-ю голубыми машинами. Как и в версии для MSX, они являются обычными машинами трафика. Жёлтые машины движутся без смены полосы, голубые и красные могут менять полосу.
Приз, пополняющий запас топлива, выполнен в виде машины специального вида. При прохождении уровня учитывается неизрасходованное топливо, и в зависимости от его количества начисляются призовые очки.
Среди препятствий остались лужи масла и воды, имеющие аналогичное аркадной версии действие. Также появилось препятствие в виде ямы, огороженной предупреждающим барьером. При столкновении с подобным препятствием машина игрока разбивается.
Количество уровней уменьшено до четырёх, среди них пригород, мост, пляж, горная дорога. Конфигурации трасс упрощены, развилки отсутствуют. Миникарта всей трассы отсутствует.
Как и в версии для MSX, режим поочерёдной игры для двух игроков отсутствует, но имеется два уровня сложности, имеющие названия Level 1 и Level 2. В отличие от всех версий, в игре присутствует возможность паузы.
При длительном движении без столкновений (в течение половины трассы) по краю экрана пролетает супермен, и добавляется 1000 призовых очков.
Видео с полётом супермена в игре YouTube.

### Spectravideo SV-328
Игра выпущена на магнитофонной кассете. Так как компьютер SV-328 является близким аналогом компьютеров стандарта MSX, а его технические характеристики были использованы в основе стандарта MSX1, версия игры полностью аналогична версии для компьютеров MSX. Однако на титульном экране отсутствует указание года выпуска, и добавлена надпись Sir Aristone. Возможно, это неофициальная конверсия игры.

## Продолжения
Аркадная версия игры имела несколько продолжений, также выходивших в виде игровых автоматов. Все они заметно отличались от оригинала.
Игра Konami GT, также известная под названием Konami RF2 - Red Fighter, была выпущена в 1985 году. Игровой процесс был сходен с Road Fighter, однако, так как использовалась более совершенная аппаратура, графика в игре стала псевдотрёхмерной — вместо вида сверху использовался вид из кабины машины. Эта игра не выходила в версиях для домашних систем.
Игра Midnight Run - Road Fighter 2 вышла в 1995 году, также была выпущена версия для Playstation (1997). Игровой процесс и графика были типичными для гоночных игр того времени.
Игра Winding Heat вышла в 1996 году. Также, как и Midnight Run, она являлась типичной гоночной игрой с трёхмерной графикой. Существовала версия Winding Heat Twin, для двух игроков, имеющая два дисплея и два комплекта управления. Эта игра не выходила в версиях для домашних систем.

## Переиздания
В 1997 году версия игры для MSX была переиздана в составе сборника Konami Antiques MSX Collection Vol.1 для игровой консоли Sony Playstation, и в 1998 году в составе того же сборника для игровой консоли Sega Saturn. Аркадная версия была переиздана в 1999 году, в составе сборника Konami Arcade Classics, также для Playstation.
Энтузиасты игровой консоли ColecoVision, использующей компоненты, аналогичные компьютерам стандарта MSX1, неоднократно пытались создать для неё неофициальную версию игры на основе версии для компьютеров MSX. Основной сложностью переноса игры на ColecoVision является существенно меньший объём основного ОЗУ консоли — всего 1 КБ, тогда как минимальная конфигурация компьютера стандарта MSX1 имеет 8 КБ. В январе 2008 года команда разработчиков-любителей Opcode Games  выпустила версию для ColecoVision на игровом картридже объёмом 32 КБ.
В 2003 году в рамках конкурса по созданию ремейков классических игр для современных компьютеров, Retro Remakes Competition , командой Brain Games была создана версия игры для IBM PC-совместимых компьютеров под управлением операционных систем Microsoft Windows и Linux. Игра заняла 7-е место среди 83-х конкурсных работ.

## Эмуляция
Оригинальный игровой автомат поддерживается многосистемным эмулятором игровых автоматов MAME, начиная с версии 0.031, и некоторыми другими. Портированные версии также поддерживаются эмуляторами соответствующих систем.